# Albio Sires
Albio Sires (Bejucal, 26 gennaio 1951) è un politico statunitense, membro della Camera dei Rappresentanti per lo stato del New Jersey dal 2006 al 2023.

## Biografia
Nato a Cuba, Sires si trasferì negli Stati Uniti da bambino. Dopo gli studi lavorò come insegnante e imprenditore.
Entrato in politica con il Partito Democratico, negli anni ottanta cambiò schieramento e aderì al Partito Repubblicano. Con questa affiliazione nel 1986 si candidò alla Camera dei Rappresentanti contro Frank Guarini, ma venne sconfitto.
Nel 1994 lasciò anche il Partito Repubblicano e divenne un indipendente, poi l'anno successivo venne eletto sindaco di West New York. Nel 1998 tornò tra le file dei democratici e due anni dopo venne eletto all'interno della legislatura statale del New Jersey, dove rimase per i successivi sei anni. Dal 2002 svolse anche le funzioni di presidente dell'assemblea.
Nel 2006, quando il deputato Bob Menendez venne nominato senatore, Sires prese parte alle elezioni speciali per assegnare il suo seggio della Camera e riuscì ad essere eletto. Negli anni successivi venne sempre riconfermato, pur cambiando distretto congressuale nel 2013.
Ha programmato di ritirarsi dalla Camera dei rappresentanti  alla fine del 117º Congresso.